# Самерфилд (Северна Каролина)
Самерфилд (енгл. Summerfield) град је у америчкој савезној држави Северна Каролина.

## Демографија
По попису из 2010. године број становника је 10.232, што је 3.214 (45,8%) становника више него 2000. године.
| Група             | 2000.         | 2010.         |
| Белци             | 6.511 (92,8%) | 8.940 (87,4%) |
| Афроамериканци    | 283 (4,0%)    | 452 (4,4%)    |
| Азијати           | 45 (0,6%)     | 229 (2,2%)    |
| Хиспаноамериканци | 100 (1,4%)    | 440 (4,3%)    |
| Укупно            | 7.018         | 10.232        |